# William Richard Terry
William Richard Terry (12 mars 1827 - 28 mars 1897) est un homme d'affaires, homme politique, directeur de la prison et brigadier-général dans l'armée confédérée pendant la guerre de Sécession.

## Avant la guerre
William R. Terry naît dans la région rurale de Liberty dans le comté de Bedford, en Virginie, fils de William Terry et de Lettie Johnson Terry. Il entre à l'institut militaire de Virginie, en juillet 1846 et est diplômé le 4 juillet 1850, se classant quinzième dans une classe de 17 cadets. Il entre ensuite à l'université de Virginie et devient un marchand prospère et fermier. En 1856, il épouse Mary-Adelaide de Pemberton (morte en 1910). Le couple a trois fils et trois filles.

## Guerre de Sécession
Avec le déclenchement de la guerre de Sécession au début de 1861 et la sécession de la Virginie, Terry lève et équipe une compagnie de cavalerie dans le comté de Bedford. Sa performance lors de la première bataille de Bull Run retient l'attention, des éloges, et une promotion en septembre, de colonel du 24th Virginia Infantry, remplacement de Jubal A. Early, qui a été promu au commandement d'une brigade. À la tête d'une charge lors de la bataille de Williamsburg, lors de la campagne de la Péninsule, Terry subit la première d'une série de sept blessures au combat pendant la guerre de Sécession. Il manque la bataille de sept jours, mais il reprend le service pour la campagne de la Virginie septentrionale au mois d'août. Plus tard cette année, il assume temporairement le commandement de la brigade d'infanterie de Kemper dans l'armée de Virginie du Nord avant de retourner au commandement de son régiment.
Terry est blessé au cours de la charge de Pickett lors de la bataille de Gettysburg, et plus tard prend le commandement de la brigade de James Kemper, gravement blessé. La division reconstruite de Pickett est affectée plus tard dans l'année en service en Caroline du Nord, où il participe à des attaques à New Bern.
Le 31 mai 1864, Terry est promu brigadier général et mène ses troupes amoindries lors de la bataille de Cold Harbor et au cours du siège de Petersburg. Il subit sa septième blessure au combat le 31 mars 1865, à la bataille de Dinwiddie Court House, mais reste avec l'armée jusqu'à sa reddition à Appomattox Court House.

## Après la guerre
Après la guerre, Terry retourne dans le comté de Bedford et est élu à la législature de l'État, servant pendant huit années en tout. Il est également maître de la loge maçonnique de la liberté (1871-1872). Terry sert également brièvement comme directeur de prison et est au conseil de visiteurs de la VMI. Il est responsable de la maison des soldats confédérés à Richmond, en Virginie, de 1886 à 1893. Après avoir subi un terrible accident vasculaire cérébral, Terry retourne dans le comté de Bedford pour se remettre.
Terry meurt à Chesterfield Court House, en Virginie, et est enterré dans le cimetière d'Hollywood à Richmond.